# Andrés Felipe González
Andrés Felipe González Ramírez (Cali, Valle del Cauca, Colombia; 8 de enero de 1984) es un exfutbolista colombiano. Jugaba como defensa y se retiró en el Alianza Atlético de la ciudad de Sullana de Perú.

## Trayectoria
Aunque debutó en el América de Cali en el año 2000 solo se consolidó en la nómina titular en 2001 permaneció en el rojo de Cali hasta 2004, luego pasó a préstamo al Colo-Colo. González ha logrado el bicampeonato del fútbol chileno ganando el torneo de apertura y clausura. También llegó a la final de la Copa Sudamericana con Colo-Colo, que finalmente la perdieron ante Pachuca.En su paso por Santa Fe se corona campeón de la Copa Colombia 2009. Posteriormente, a mediados de 2011 es declarado jugador transferible. Para el Torneo Finalización 2011 firma con el Junior de Barranquilla.

## Selección nacional
Andrés Felipe González ha sido internacional con la Selección de fútbol de Colombia. Ha sido seleccionado Colombiano Sub-17 2000-2001 y Sub-20 en 2003. Jugó los Centroamericanos 2002 y los Juegos Panamericanos de 2003. Y con la selección de mayores disputó la Copa América 2004 celebrada en Perú.

### Participaciones enCopas América
| Copa América      | Sede | Resultado    | PJ | GA | Asis |
| ----------------- | ---- | ------------ | -- | -- | ---- |
| Copa América 2004 | Perú | Cuarto lugar | 5  | 0  | 0    |

### Participaciones enCopas del Mundo
| Mundial                     | Sede                   | Resultado    | PJ | GA | Asis |
| --------------------------- | ---------------------- | ------------ | -- | -- | ---- |
| Copa Mundial Sub-20 de 2003 | Emiratos Árabes Unidos | Tercer lugar | 4  | 0  | 0    |

## Clubes
| Club             | País     | Año       |
| ---------------- | -------- | --------- |
| América de Cali  | Colombia | 2000-2005 |
| Colo-Colo        | Chile    | 2006      |
| América de Cali  | Colombia | 2007      |
| Santa Fe         | Colombia | 2008-2011 |
| Atlético Junior  | Colombia | 2011-2014 |
| FC Pune City     | India    | 2014      |
| Alianza Atlético | Perú     | 2015      |

## Palmarés

### Torneos nacionales
| Título              | Club            | País     | Año  |
| ------------------- | --------------- | -------- | ---- |
| Primera División    | América de Cali | Colombia | 2000 |
| Primera División    | América de Cali | Colombia | 2001 |
| Torneo Apertura     | América de Cali | Colombia | 2002 |
| Torneo Apertura     | Colo-Colo       | Chile    | 2006 |
| Torneo Clausura     | Colo-Colo       | Chile    | 2006 |
| Copa Colombia       | Santa Fe        | Colombia | 2009 |
| Torneo Finalización | Junior          | Colombia | 2011 |